# Сидоренко Владислав Володимирович
Сидоренко Владислав Володимирович (нар.  21 січня 1997; Худльово, Закарпатська область, Україна) — український футболіст, воротар.

## Біографія
Спершу Владислав Сидоренко захопився футболом в дитячі роки і здобував ази гри в місцевій, шкільній секції. Пізніше, перебрався разом з батьками до Києва і, як здібний юнак-футболіст, продовжив начатися футболу в СДЮШОР «Атлет», за який виступав до 2015 року.
У 2015 році став гравцем київського клубу «Локомотив», проте в основному складі не закріпився і подався до нового клубу.
В 2015 та 2016 роках, він був заявлений і до Полтавського обласного турніру, в складі команд: «Фортуна» Кейбайлівка. У чемпіонаті Полтавської області Владислав Сидоренко провів близько 10 офіційних ігор. В 2017 році він перебирається до Закарпаття та виступає за ужгородський «Ужгород» і в чемпіонаті Закарпатської області провів 5 офіційних ігор.
З 2017 року виступає за аматорський клуб «Минай». З 2018 року, разом з командою, набув професійного статусу, адже минайці стартували в турнірі ФФУ, зокрема в Другій лізі першості Україи з футболу.

## Досягнення
Потрапивши до команди «Минай», Владислав Сидоренко щороку прогресував, як у грі, так і в здобутті футбольних трофеїв:
- Чемпіонат України серед аматорів
  - 1 місце, група 1: 2018
- Чемпіонат Закарпатської області
  - Чемпіон: 2017
- Кубок Закарпатської області
  - Володар: 2017, 2018
- Суперкубок Закарпатської області
  - Володар: 2017.